# Димитър Илиевски
Димитър Илиевски, известен като Мурато (на македонска литературна норма: Димитар Илиевски-Мурато), е югославски алпинист.

## Биография

### Преди Еверест
Илиевски е роден в 1953 година в град Битоля, тогава в Югославия, днес в Северна Македония. В 1968 година става член на Планинарското дружество „Пелистер“. В 1972 година завършва курс за планински спасители. Изкачва Мармолада в Доломитите, Монблан (1979), Матерхорн (1980), отново Монблан, Матерхорн и Монте Роза (1981). В 1982 година с Първата македонска алпинистка експедиция „Анди-82“ се изкачва на Уаскаран - и на Северния, и на Южния връх, както и на Уалка Уалка в Андите. През 1984 година с Втората македонска алпинистка експедиция „Памир-84“ се изкачва на връх Комунизъм в Памир.
През 1986 година с македонската хималайска експедиция на осемхиладника Манаслу стига до 7500 метра, където остава няколко дни, в очакване на добро време за щурм към върха. Освен алпинист, Илиевски е и успешен скален катерач, автор на много премиерни изкачвания в каньоните Матка, Демир Капия, скалите около Прилеп, Пелистер в Баба, Пролкетие, Вихрен в Пирин.

### Изкачване на Еверест
Илиевски се изкачва на Еверест на 10 май 1989 година като част от югославската експедиция „Еверест ’89“, начело с Йован Попоски, от която само няколко алпинисти успяват да дотигнат върха. Изкачването е направено от непалската страна през ледопада Кумбу в стил, който по-късно става класически и е възприет от експедициите, които изкачват върха от тази страна. Заедно с Илиевски на върха в същия ден се изкачват словенецът Виктор Грошел, хърватинът Стипе Божич, и шерпите Сонам и Аджива. На върха Илиевски и Божич се задържат около един час. Илиевски забива за първи път на върха знамето и на СФР Югославия, и на СР Македония. Илиевски е 264-тият човек изкачил Еверест. На слизане Илиевски остава най-вероятно на височина от 8200 метра. Не достига до базовия лагер и се води безследно изчезнал. Причината за неговата смърт не е изяснена. През цялото време на изкачването е бил в отлична форма, дори е разбивал пъртина в снега преди шерпите. Предполага се, че докато изчаквал за кратко Божич, който се движел зад него и имал проблеми с челника, Илиевски е заспал.

## Опити за откриване на тялото
В 1998 година се организира експедиция от Македонската алпинистка асоциация и Македонския олимпийски комитет с цел да се свали тялото на Илиевски от върха и съгласно непалските закони да бъде изгорено под базовия лагер, а урната да се върне в Република Македония и да се постави в музей. Македонската експедиция трябва да е част от Интернационалната експедиция за чистене на Еверест, която има за цел почистване на планината от тела на загинали алпинисти. Експедицията не се реализира заради административни пречки от непалското правителство.

## Награди
Диме Илиевски е отличен с голям брой награди и признания, между които „11 октомври“, както и наградата Спортист на годината за 1989 година. От страна на Македонския олимпийски комитет Илиевски е провъзгласен за „Великан на спорта“. През февруари 2008 година, заедно с д-р Глигор Делев, втория македонец, който се изкачва на Еверест, Димитър Илиевски е постмъртно отличен от президента Бранко Цървенковски с Медал за заслуги за Македония. В негова чест всяка година около 10 май се провежда паметно изкачване на Пелистер.